# Gilles Lellouche
Gilles Lellouche (ur. 5 lipca 1972 w Caen) – francuski aktor, reżyser i scenarzysta filmowy. W roku 1995 rozpoczął karierę jako reżyser. Był nominowany dwukrotnie do nagrody Cezara; w roku 2006 dla najbardziej obiecującego aktora i w 2011 roku dla najlepszego aktora drugoplanowego za rolę chorego z miłości aktora Erica w komediodramacie Guillaume'a Caneta Niewinne kłamstewka.
W latach 2002–2013 był w związku z aktorką Mélanie Doutey. Mają córkę Avę (ur. 5 września 2009).

## Filmografia

### Obsada aktorska
| Rok  | Tytuł                                                                                | Rola                              | Reżyser |
| ---- | ------------------------------------------------------------------------------------ | --------------------------------- | --- |
| 2001 | Moja żona jest aktorką (Ma femme est une actrice)                                    | Policjant                         | Yvan Attal |
| 2002 | Mon Idole                                                                            | Daniel Bénard                     | Guillaume Canet |
| 2003 | Miłość na żądanie (Jeux d'enfants)                                                   | Sergei Nimov Nimovitch            | Yann Samuell |
| 2005 | Miłość buja w obłokach (Ma vie en l’air)                                             | Ludo                              | Rémi Bezançon |
| 2006 | Nie mów nikomu (Ne le dis à personne)                                                | Bruno                             | Guillaume Canet |
| 2008 | Wróg publiczny numer jeden, część 1 (Mesrine)                                        | Paul                              | Jean-François Richet                                                                                                   |
| 2008 | Dzień, który odmienił twoje życie (Le Premier Jour du reste de ta vie)               | Biały rasta                       | Rémi Bezançon |
| 2010 | Niewinne kłamstewka (Little White Lies)                                              | Eric                              | Guillaume Canet |
| 2010 | Niezwykłe przygody Adeli Blanc-Sec (Les Aventures extraordinaires d'Adèle Blanc-Sec) | Inspektor Léonce Caponi           | Luc Besson |
| 2010 | Pustka (À bout portant)                                                              | Samuel                            | Fred Cavayé |
| 2012 | Thérèse Desqueyroux                                                                  | Bernard Desqueyroux               | Claude Miller |
| 2012 | Niewierni (Les Infidèles)                                                            | Greg/Nicolas/Bernard/Antoine/Eric | Fred Cavayé, Emmanuelle Bercot, Alexandre Courtes, Michel Hazanavicius, Éric Lartigau, Jean Dujardin, Gilles Lellouche |
| 2013 | Gibraltar                                                                            | Marc Duval                        | Julien Leclercq |
| 2014 | L'Enquête                                                                            | Denis Robert                      | Vincent Garenq |
| 2014 | Marsylski łącznik (La French)                                                        | Gaëtan „Tany” Zampa               | Cédric Jimenez |
| 2014 | Wymarzony bachor (100% cachemire)                                                    | Cyrille                           | Valérie Lemercier |
| 2014 | Świadek (Mea Culpa)                                                                  | Franck                            | Fred Cavayé |
| 2015 | Sky                                                                                  | Richard                           | Fabienne Berthaud |
| 2015 | Belles familles                                                                      | Grégoire Piaggi                   | Jean-Paul Rappeneau |
| 2015 | Dix pour cent (serial TV)                                                            | w roli samego siebie              | |
| 2017 | Facet do wymiany (Rock'n Roll)                                                       | Gilles Lellouche                  | Guillaume Canet |

### Reżyser
| Rok  | Tytuł                                          |
| ---- | ---------------------------------------------- |
| 1996 | 2 minutes 36 de bonheur (film krótkometrażowy) |
| 2002 | Pourkoi... passkeu (film krótkometrażowy)      |
| 2003 | Zéro un                                        |
| 2004 | The Secret Adventures of Gustave Klopp         |
| 2004 | Niewierni - cz. „'Las Vegas”                   |